# Lucas Chevalier
Lucas Eugène Chevalier født 6. november 2001) er en fransk professionel fodboldspiller der spiller som målmand for Ligue 1 klubben Lille.

## Karriere
Chevalier er uddannet hos ungdomsakademi i Lille. Han var tredjemålmand i klubben bag Mike Maignan og Orestis Karnezis under deres ligatitelsejr 2020-21 sæsonen. I juli 2021 sluttede han sig til Ligue 2-klubben Valenciennes på en sæsonlang lejeaftale. Han fik sin professionelle debut for klubben den 18. september 2021 i en 1-1 uafgjort mod Pau.
Den 10. september 2022 fik Chevalier sin professionelle debut for sin drengeklub med en stærk præstation mod Marseille. Et par uger senere, den 9. oktober, stoppede han et straffespark og lavede afgørende redninger i Lille's 1-0 hjemmesejr over Derby du Nord-rivalen Lens. Han blev rost for sin præstation, der gav ham en rating på 8/10 i La Voix du Nord og en plads i L'Équipes Ugens hold. Efter kampen fortalte han til Prime Video Sport-eksperten Thierry Henry, at den tidligere Lille-keeper Mike Maignan ringede til ham før kampen for at rådgive og opmuntre ham. I januar 2023 forlængede Chevalier sin kontrakt med Lille indtil juni 2027.
Den 2. oktober 2024, i sin tredje sæson som Lille's førsteholdsmålmand, deltog han i 1-0 hjemmesejren mod Real Madrid i UEFA Champions League-fasen 2024-25. Da han var en af de bedste Lille-spillere på banen, blev hans præstation rost af forskellige nationale og internationale medier, herunder L'Équipe, som gav ham en sjælden vurdering på 9/10 efter kampen.

## Internationale karriere
Chevalier er en tidligere fransk ungdomslandskamp. Han har optrådt for under-16 og under-18 hold i venskabskampe. I 2024 blev han indkaldt til Frankrigs olympiske fodboldhold til OL-fodboldturneringen på en foreløbig liste sammen med sine Lille-holdkammerater Bafodé Diakité og Leny Yoro. De tre spillere blev dog til sidst beholdt af deres klub på grund af UEFA Champions League-kvalifikationsfasen 2024-25 og play-off-runden, der blev spillet i august før starten af Ligue 1-sæsonen.
Den 7. november 2024 modtog Chevalier sin første indkaldelse til det franske landshold.